# Дански Антили
Дански Антили (дан. Dansk Antillerne, енгл. Danish Antilles), познати као и Данска Западноиндијска острва или Данске Западне Индије (дан. Dansk Vestindien, енгл. Danish West Indies), била је данска колонија у Карибима, која се састојала од три острва: 1. Сент Томас са 110 km2 (43 sq mi), 2. Сент Џон са 110 km2 (42 sq mi) и 3. Сент Крој са 260 km2 (100 sq mi). Данска Западноиндијско-гвинејска компанија анектирала је ненасељено острво Сент Томас 1672. те Сент Џон 1675. године. Сент Крој је 1733. године купљен од Француске Западноиндијске компаније. Када је ова компанија банкротирала 22 године после, краљ Данске-Норвешке преузео је директну контролу над три острва. Дански Антили окупирала је Британија у периоду 1802—1815. односно 1807—1815, током Наполеонових ратова.
Намера данске колонизације у Западним Индијама била је искоришћавање профитабилне троугаоне трговине, укључујући извоз оружја и других произведених добара у Африку, у замену за робове који су затим транспортовани до Кариба да би их се рабило на плантажама шећера. Завршна фаза троугла био је извоз робе тј. шећера и рума у Данску. Економија Данских Антила зависила је директно од ропства. После побуне, ропство је 1848. године и званично укинуто, што је довело до руба економског колапса плантажа.
Продаја све мање профитабилне колоније 1852. године била је прво расправљана унутар Данског парламента. Данска је покушавала неколико пута да замени или прода своје Антиле крајем 19. и почетком 20. века, и то Сједињеним Америчким Државама и Немачком царству (редом). Острва су на крају продата за 25 милиона долара Сједињеним Државама; администрација је преузета 31. марта 1917. године, када су острва преименована у Америчка Девичанска Острва.